# Dazhbog
Dazbog è una divinità della mitologia slava, spesso associata al sole, alla fertilità e alla prosperità. In russo, il nome "Dazbog" è scritto come "Даждьбог". Ecco la traslitterazione del nome "Dazbog" in caratteri latini: "Dazdbog".
Dazbog è una figura importante nella mitologia slava, spesso associata al sole e alla fertilità. Il suo ruolo principale è quello di essere una divinità solare, che porta luce e calore al mondo. È anche considerato un dio della fertilità e della prosperità, associato alla buona fortuna e alla ricchezza.
Nella mitologia slava, si credeva che Dazbog viaggiasse attraverso i cancelli aperti dalle sue figlie le sorelle Zorya e viaggiasse lungo il cielo su un carro dorato trainato da cavalli, portando l'alba e il tramonto con sé. Durante il giorno, il suo splendore riscaldava e illuminava la terra, mentre di notte viaggiava attraverso il mondo inferiore.  Si credeva che queste dee fossero custodi delle costellazioni e dei destini umani. Si diceva che ogni mattina, una delle Zorya apriva i cancelli del cielo orientale per permettere a Dazbog di viaggiare attraverso il cielo e portare la luce del giorno. Durante il tramonto, un'altra Zorya apriva i cancelli del cielo occidentale per permettere a Dazbog di tornare nel mondo inferiore.